# Секретные материалы (сезон 3)
Третий сезон сериала «Секретные материалы» в США выходил на телеканале FOX с 22 сентября 1995 года по 17 мая 1996 года, насчитывая 24 эпизода.

## В ролях

### Главные актёры
- Дэвид Духовны — Фокс Малдер
- Джиллиан Андерсон — Дана Скалли

### Также снимались
- Митч Пиледжи — заместитель директора Уолтер Скиннер

### Приглашённые актёры
- Уильям Б. Дэвис — Курильщик
- Том Брэйдвуд — Мелвин Фрохике
- Брюс Харвуд — Джон Фицджеральд Байерс
- Дин Хэглунд — Ричард Лэнгли
- Николас Лиа — Алекс Крайчек
- Брендан Бисер — Агент Пендрелл
- Ленно Бритос — Луис Кардинал
- Дон С. Уильямс — "Старший"
- Стивен Уильямс — Икс
- Шейла Ларкен — Маргарет Скалли
- Джон Невилл — Наманикюренный
- Ребекка Тулан — Тина Малдер
- Питер Донат — Уильям Малдер
- Джерри Хардин — Глубокая Глотка
- Мелинда Макгро — Мелисса Скалли
- Стивен Макхэтти — Рыжий
- Моррис Паныч — Седовласый
- Флойд Вестерман — Альберт Хостин
- Рой Тиннс — Джереми Смит
- Брайан Томпсон — Инопланетный Охотник
- Роберт Висден — Роберт Патрик Моделл

## Список эпизодов
Знаком ‡ выделены эпизоды, относящиеся к т. н. «мифологии» сериала (его основной сюжетной линии).
| № общий | № в сезоне | Название                                                            | Режиссёр         | Автор сценария                                                   | Дата премьеры    | Произв. код | Зрители в США (млн) |
| --- | ---------- | ------------------------------------------------------------------- | ---------------- | ---------------------------------------------------------------- | ---------------- | ----------- | ------------------- |
| 50 | 1          | «Благословенный путь»‡ «The Blessing Way»                           | Р. В. Гудвин     | Крис Картер                                                      | 22 сентября 1995 | 3X01        | 19.94               |
| Наемные убийцы Синдиката преследуют Скалли с целью забрать у нее кассету с секретными файлами. В это время старый индеец-навахо возвращает жизнь спасенному им Малдеру с помощью индейского ритуала "Благословенный путь". |            |                                                                     |                  |                                                                  |                  |             |                     |
| 51 | 2          | «Скрепка»‡ «Paper Clip»                                             | Роб Боумен       | Крис Картер                                                      | 29 сентября 1995 | 3X02        | 17.20               |
| Расшифрованные данные с кассеты выводят Малдера и Скалли на след засекреченной операции "Скрепка", в ходе которой в США после Второй мировой войны были вывезены нацистские врачи-убийцы, проводившие бесчеловечные научные эксперименты над людьми. Агентам ФБР предстоит узнать ужасные цели, которую преследовало американское правительство, задумав эту операцию.                                               |            |                                                                     |                  |                                                                  |                  |             |                     |
| 52 | 3          | «Д.П.О.» «D.P.O.»                                                   | Ким Мэннэрс      | Говард Гордон                                                    | 6 октября 1995   | 3X03        | 15.57               |
| В городке Коннервилль, штат Оклахома, происходит череда загадочных смертей, вызванных поражением электрическим током. В ходе расследования Малдер и Скалли выходят на след молодого человека, обретшего способность управлять силой молний. |            |                                                                     |                  |                                                                  |                  |             |                     |
| 53 | 4          | «Последний отдых Клайда Брукмана» «Clyde Bruckman's Final Repose»   | Дэвид Наттер     | Дэрин Морган                                                     | 13 октября 1995  | 3X04        | 15.38               |
| В Сент-Поле, штат Миннесота, появляется серийный убийца, ведущий охоту на гадалок и экстрасенсов. Помощь Малдеру и Скалли в поимке жестокого преступника оказывает местный провидец Клайд Брукман — пожилой страховой агент. |            |                                                                     |                  |                                                                  |                  |             |                     |
| 54 | 5          | «Список» «The List»                                                 | Крис Картер      | Крис Картер                                                      | 20 октября 1995  | 3X05        | 16.72               |
| Во флоридской тюрьме для смертников перед своей казнью на электрическом стуле заключенный Наполеон Мэнли обещает, что вскоре после его смерти пятеро человек по его последней воле погибнут. После того, как пророчество начинает исполняться, для расследования прибывают агенты Малдер и Скалли. От одного из заключенных они узнают о неком списке, содержащем имена всех тех, кто должен вскоре погибнуть.       |            |                                                                     |                  |                                                                  |                  |             |                     |
| 55 | 6          | «Скромный» «2Shy»                                                   | Дэвид Наттер     | Джеффри Вламинг                                                  | 3 ноября 1995    | 3X06        | 14.83               |
| В Кливленде, штат Огайо, обнаружен труп молодой женщины. Из ее тела словно кто-то выкачал все жировые ткани, превратив труп в бесформенную массу. Малдер и Скалли выясняют, что убийца ведет охоту на одиноких женщин, знакомясь с ними через интернет. |            |                                                                     |                  |                                                                  |                  |             |                     |
| 56 | 7          | «Прогулка» «The Walk»                                               | Роб Боумен       | Джон Шибан                                                       | 10 ноября 1995   | 3X07        | 15.91               |
| В госпитале для инвалидов войн в Форт-Иванстоне, штат Мэриленд, загадочный солдат-невидимка преследует армейских чиновников, превращая их жизнь в ад. Прибывшие для расследования Малдер и Скалли начинают подозревать в происходящем бывшего танкиста, лишившегося всех четырех конечностей во время войны в Ираке.                                                                                                 |            |                                                                     |                  |                                                                  |                  |             |                     |
| 57 | 8          | «Темница» «Oubliette»                                               | Ким Мэннэрс      | Чарльз Грант Крэйг                                               | 17 ноября 1995   | 3X08        | 15.90               |
| В Сиэтле, штат Вашингтон, маньяк-фотограф похищает пятнадцатилетнюю девушку Эми прямо из ее дома. Малдер и Скалли ведут поиски преступника и его жертвы с помощью другой девушки — Люси, которая семнадцать лет назад сама была жертвой того же маньяка и сумела спастись. Мистическим образом она связана с Эми и может чувствовать и видеть то же, что и похищенная.                                               |            |                                                                     |                  |                                                                  |                  |             |                     |
| 58 | 9          | «Нисэй»‡ «Nisei»                                                    | Дэвид Наттер     | Крис Картер, Говард Гордон и Фрэнк Спотниц                       | 24 ноября 1995   | 3X09        | 16.36               |
| В руки к Малдеру попадает видеозапись, на которой запечатлено вскрытие инопланетянина неизвестными людьми в белых халатах. Малдер и Скалли выясняют, что эти люди — японские ученые, которые во время Второй мировой войны ставили эксперименты на военнопленных. Помимо агентов ФБР, за японцами охотятся люди из Синдиката.                                                                                        |            |                                                                     |                  |                                                                  |                  |             |                     |
| 59 | 10         | «731»‡ «731»                                                        | Роб Боумен       | Фрэнк Спотниц                                                    | 1 декабря 1995   | 3X10        | 17.68               |
| Агент Малдер преследует японского ученого из специального отряда 731, сопровождающего засекреченный груз в пломбированном вагоне. В это время Скалли открывает ужасную правду об опытах над людьми, которые ставили японцы в заброшенном лепрозории в Западной Виргинии. |            |                                                                     |                  |                                                                  |                  |             |                     |
| 60 | 11         | «Откровения» «Revelations»                                          | Дэвид Наттер     | Ким Ньютон                                                       | 15 декабря 1995  | 3X11        | 15.25               |
| Малдер и Скалли расследуют дело о серии убийств, совершенных по всей территории США. Неизвестный убийца жестоко расправляется с проповедниками, у которых проявлялись стигматы — признаки особого божественного расположения. Агентам ФБР предстоит защитить мальчика из Лавлэнда, штат Огайо, который становится следующей целью преступника.                                                                       |            |                                                                     |                  |                                                                  |                  |             |                     |
| 61 | 12         | «Война копрофагов» «War of the Coprophages»                         | Ким Мэннэрс      | Дэрин Морган                                                     | 5 января 1996    | 3X12        | 16.32               |
| Волею судеб Малдер оказывается в охваченном паникой городке Миллерс-Гроув, штат Массачусетс, который подвергся нападению тараканов-убийц. Вместе со Скалли и очаровательной девушкой-энтомологом Малдер пытается установить источник происхождения смертоносных насекомых. |            |                                                                     |                  |                                                                  |                  |             |                     |
| 62 | 13         | «Сизигия» «Syzygy»                                                  | Роб Боумен       | Крис Картер                                                      | 26 января 1996   | 3X13        | 16.04               |
| Малдер и Скалли приезжают в городок Комити, штат Нью-Гемпшир, расследовать серию убийств подростков, в которых местные жители обвиняют секту сатанистов. Однако городской астролог приписывает убийства и странное поведение людей в городе редкому астрономическому явлению — параду планет. Под влияние космической энергии попали две девушки-подруги, которые распоряжаются разрушительной силой в личных целях. |            |                                                                     |                  |                                                                  |                  |             |                     |
| 63 | 14         | «Гротеск» «Grotesque»                                               | Ким Мэннэрс      | Говард Гордон                                                    | 2 февраля 1996   | 3X14        | 18.32               |
| В Вашингтоне ФБР арестовывает подозреваемого в серийных убийствах художника — выходца из Узбекистана Джона Мостау, который утверждает, что он одержим демоническим духом гаргульи. Несмотря на то, что подозреваемый задержан, убийства продолжаются. Ведущий дело агент Паттерсон обращается за помощью в "Секретные материалы", и Малдер вынужден с головой окунуться в чудовищный мир мыслей безумного художника. |            |                                                                     |                  |                                                                  |                  |             |                     |
| 64 | 15         | «Пайпер Мару»‡ «Piper Maru»                                         | Роб Боумен       | Фрэнк Спотниц и Крис Картер                                      | 9 февраля 1996   | 3X15        | 16.44               |
| В порт Сан-Диего приходит французское поисковое судно "Пайпер Мару", экипаж которого жестоко пострадал от невиданной лучевой болезни, после находки старого военного истребителя на дне Тихого океана. В поисках того, что стало причиной облучения моряков, Малдер летит в Гонконг, в то время как Скалли ищет ответы у старого знакомого своего отца.                                                              |            |                                                                     |                  |                                                                  |                  |             |                     |
| 65 | 16         | «Апокриф»‡ «Apocrypha»                                              | Ким Мэннэрс      | Фрэнк Спотниц и Крис Картер                                      | 16 февраля 1996  | 3X16        | 16.71               |
| Малдер сопровождает арестованного им в Гонконге Алекса Крайчека обратно в США, не подозревая, что за зараженным "черным маслом" Крайчеком охотятся убийцы Синдиката. В то же время Скалли пытается найти того, кто стрелял в заместителя директора ФБР Уолтера Скиннера. |            |                                                                     |                  |                                                                  |                  |             |                     |
| 66 | 17         | «Толкач» «Pusher»                                                   | Роб Боумен       | Винс Гиллиган                                                    | 23 февраля 1996  | 3X17        | 16.20               |
| Агент Малдер вступает в противостояние с опасным преступником Робертом Моделлом, обладающим уникальным даром заставлять людей совершать самоубийства. Ситуация осложнена тем, что Моделл смертельно болен, и терять ему нечего. |            |                                                                     |                  |                                                                  |                  |             |                     |
| 67 | 18         | «Обитель духов» «Teso Dos Bichos»                                   | Ким Мэннэрс      | Джон Шибан                                                       | 8 марта 1996     | 3X18        | 17.38               |
| Малдер и Скалли расследуют убийства сотрудников бостонского музея естественной истории, которые начали происходить после того, как археологическая экспедиция обнаружила в Эквадоре захоронение шаманки индейского племени секона. |            |                                                                     |                  |                                                                  |                  |             |                     |
| 68 | 19         | «Адские деньги» «Hell Money»                                        | Такер Гейтс      | Джеффри Вламинг                                                  | 29 марта 1996    | 3X19        | 14.86               |
| В китайском квартале Сан-Франциско неизвестные люди в масках сжигают заживо китайцев в печах крематориев, предварительно вырезая жертвам внутренние органы. Отправленные на расследование агенты Малдер и Скалли обнаруживают, что в подполье чайнатауна проводится смертельная азартная игра. |            |                                                                     |                  |                                                                  |                  |             |                     |
| 69 | 20         | ««Из открытого космоса» Джо Чанга» «Jose Chung's From Outer Space'» | Роб Боумен       | Дэрин Морган                                                     | 12 апреля 1996   | 3X20        | 16.08               |
| Популярный писатель Джо Чанг решает написать книгу о похищениях инопланетянами. За консультациями он обращается к агентам "секретных материалов" Скалли и Малдеру, а за основу — одно крайне запутанное дело, все участники которого излагают свои собственные версии произошедшего. |            |                                                                     |                  |                                                                  |                  |             |                     |
| 70 | 21         | «Воплощение» «Avatar»                                               | Джеймс Чарльзтон | Сюжет: Дэвид Духовны и Говард Гордон Телесценарий: Говард Гордон | 26 апреля 1996   | 3X21        | 14.62               |
| Заместитель директора ФБР Уолтер Скиннер обвиняется в убийстве женщины. Малдер и Скалли разбираются в подозрительных обстоятельствах дела, чтобы снять с шефа подозрения. Между тем Скиннера преследуют видения в образе пугающей старухи. |            |                                                                     |                  |                                                                  |                  |             |                     |
| 71 | 22         | «Трясина» «Quagmire»                                                | Ким Мэннэрс      | Ким Ньютон                                                       | 3 мая 1996       | 3X22        | 16.00               |
| Малдер и Скалли расследуют серию исчезновений и смертей на берегах лесного озера в штате Джорджия. По слухам в озере обитает древнее чудовище, которое местные жители прозвали Биг-Блу. |            |                                                                     |                  |                                                                  |                  |             |                     |
| 72 | 23         | «Сырой монтаж» «Wetwired»                                           | Роб Боумен       | Мэт Бек                                                          | 10 мая 1996      | 3X23        | 14.48               |
| В городке Брэддок Хайтс, штат Мэриленд, происходит ряд убийств, совершенных обычными людьми в остром приступе паранойи, сопровождающимся иллюзорными изображениями реальности. Агент Малдер выясняет, что сознание людей контролируется с помощью какого-то прибора, устанавливаемого в сети кабельного телевидения.                                                                                                 |            |                                                                     |                  |                                                                  |                  |             |                     |
| 73 | 24         | «Девочка, встань»‡ «Talitha Cumi»                                   | Р. В. Гудвин     | Сюжет: Дэвид Духовны и Крис Картер Телесценарий: Крис Картер     | 17 мая 1996      | 3X24        | 17.86               |
| После перестрелки в кафе города Арлингтон, штат Виргиния, человек по имени Джереми Смит одним прикосновением руки исцеляет смертельно раненых людей, после чего исчезает с места происшествия. Агент Малдер, чья мать пострадала от инсульта, ведет поиски Смита. Однако охоту за таинственным чудотворцем ведут также люди Курильщика и Инопланетный Охотник.                                                       |            |                                                                     |                  |                                                                  |                  |             |                     |